# Blanka Vlašić
Blanka Vlašić (ur. 8 listopada 1983 w Splicie) – chorwacka lekkoatletka, uprawiająca skok wzwyż, wicemistrzyni olimpijska z Pekinu oraz brązowa medalistka z Rio de Janeiro. Dwukrotna mistrzyni świata na otwartym stadionie (Osaka 2007 i Berlin 2009) oraz czterokrotna medalistka halowych mistrzostw świata.
Jej rekord życiowy – 2,08 m – jest także rekordem kraju i został ustanowiony 31 sierpnia 2009 roku. Tylko dwie zawodniczki skakały wyżej od niej – Stefka Kostadinowa i Jarosława Mahuczich. Trenerem Blanki jest jej ojciec Joško – były dziesięcioboista oraz były skoczek wzwyż Bojan Marinović. Chorwatka ma 1,93 m wzrostu, i jest jedną z najwyższych zawodniczek na świecie uprawiających skok wzwyż. Jej młodszy brat Nikola jest piłkarzem reprezentacji Chorwacji.

## Młodość
Urodziła się w sportowej rodzinie. Jej ojciec Joško był dziesięcioboistą i zdobywcą złotego medalu na igrzyskach śródziemnomorskich w Casablance. Na cześć tego zwycięstwa nazwał swoją córkę Blanka. Natomiast jej matka Venera była mistrzem Jugosławii w biegach narciarskich.

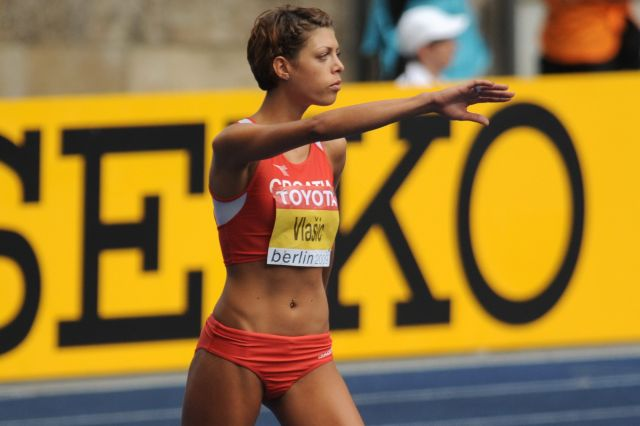
Blanka Vlašić w czasie mistrzostw świata w Berlinie w 2009

## Kariera

### Juniorska
W 2000 roku reprezentowała Chorwację na igrzyskach olimpijskich w Sydney, gdzie nie przebrnęła przez kwalifikacje. W tym samym roku zdobyła złoty medal na Mistrzostwach Świata Juniorów w Lekkoatletyce w Santiago. W 2001 roku zdobyła złoty medal na igrzyskach śródziemnomorskich. W 2002 roku na halowych mistrzostwach Europy w lekkoatletyce w Wiedniu ustanowiła swój rekord życiowy w hali, skacząc 1,92 m. Jednak ten wynik nie dał jej kwalifikacji do zawodów. W tym samym roku obroniła w Kingston tytuł mistrzyni świata na mistrzostwach świata juniorów w lekkoatletyce. Wygrała konkurs z wynikiem 1,96 m, co było jej nowym rekordem życiowym i przewagą 9 cm nad zawodniczką zajmującą 2. miejsce. Na mistrzostwach Europy w Monachium w 2002 roku zajęła 5. miejsce.

## Seniorska
Na początku sezonu 2003 wygrała mityng w Linzu, skacząc 1,98 m (nowy rekord życiowy), a 10 dni później zajęła 4. miejsce na Halowych mistrzostwach świata w brytyjskim Birmingham. W czerwcu i lipcu biła swoje rekordy życiowe. Najpierw skacząc 1,99 m na mityngu Złotej Ligi w Paryżu, a następnie przekraczając granicę 2,00 m w Zagrzebiu w zawodach IAAF Grand Prix. Następnie zdobyła złoty medal na młodzieżowych mistrzostwach Europy w Bydgoszczy. W Zurychu poprawiła swój rekord życiowy o 1 cm (2,01) i dzięki czemu mogła wziąć udział w mistrzostwach świata w Paryżu i w Światowym Finale IAAF w Monako.
Sezon 2004 zaczęła od zdobycia brązowego medalu na halowych mistrzostwach świata w Budapeszcie. W Lublanie ustanowiła wynikiem 2,03 m nowy rekord Chorwacji. Na igrzyskach olimpijskich w Atenach zajęła 11. miejsce. Krótko potem Vlašić przerwała karierę na rok, z powodu problemów zdrowotnych. Lekarze zdiagnozowali u niej nadczynność tarczycy.
operacja i rekonwalescencja spowodowały, że w 2005 roku wzięła udział w 2 konkursach. Z wynikiem 1,95 m zdobyła tytuł mistrza Chorwacji. Na Mistrzostwach świata w Helsinkach z wynikiem 1,88 m nie zakwalifikowała się do finału.
W sezonie 2006 poprawiła swój rekord życiowy na 2,05 m i zdobyła srebrny medal na Halowych mistrzostwach świata w Moskwie. Na mistrzostwach Europy w Göteborgu zajęła 4. miejsce i po raz drugi w karierze wzięła udział w Światowym Finale IAAF w Stuttgarcie.

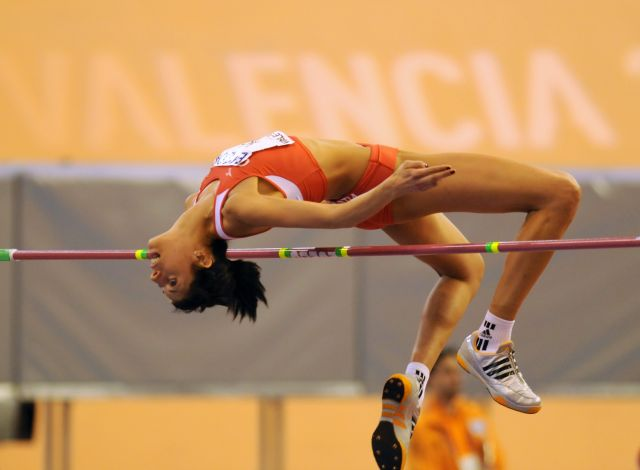
Blanka Vlašić w trakcie skoku w Walencji w 2008 roku

Halowe mistrzostwa Europy w Birmingham ukończyła na 5. miejscu, jednak po dyskwalifikacji Weneliny Wenewej za doping ostatecznie zajęła miejsce 4. Na mistrzostwach świata w japońskiej Osace zdobyła złoty medal.
Vlašić zwyciężyła także w 18 na 19 konkursów skoku wzwyż na otwartym stadionie, a jej jedyną porażką był pierwszy konkurs Złotej Ligi w Oslo. European Athletic Association ogłosiło ją Najlepszą Lekkoatletką Roku.
Halowe mistrzostwa świata w Walencji ukończyła na 1. miejscu. Na letnich Igrzyskach Olimpijskich w Pekinie w 2008 roku była druga za Belgijką Tii Hellebaut. W sezonie 2008 wygrała także 5 z 6 mityngów Złotej Ligi.
W sezonie 2009 Blanka Vlasić na przemian zajmowała 2. i 1. miejsca na mityngach Złotej Ligi. Halowe mistrzostwa Europy w Turynie ukończyła na 5. miejscu. Na mistrzostwach świata w Berlinie zdobyła złoty medal z wynikiem 2,05 m.
W sezonie 2010, mistrzostwa Europy w Barcelonie Blanka ukończyła na pierwszym miejscu, pokonując w drugiej próbie wysokość 2,03 m. Tym samym wyrównała dotychczasowy rekord mistrzostw należący do Tii Hellebaut i Weneliny Wenewej.
Wygrała w 2010 roku Diamentową Ligę w skoku wzwyż – jako jedyna spośród zwycięzców cyklu zdobyła maksymalną liczbę 32 punktów, wygrywając wszystkie mityngi. Na koniec sezonu 2010 została wybrana najlepszą lekkoatletką Europy w plebiscycie European Athletics oraz najlepszą lekkoatletką świata w plebiscytach IAAF oraz Track & Field News.
Wicemistrzyni świata (Daegu 2011). Zwyciężczyni łącznej punktacji Diamentowej Ligi 2011 w skoku wzwyż.
Z powodu kontuzji nie wzięła udziału w igrzyskach olimpijskich w Londynie (2012) i w mistrzostwach świata w Moskwie (2013).
Po powrocie do rywalizacji, zajęła 6. miejsce na halowych mistrzostwach świata w Sopocie (2014).
Rok później zdobyła srebrny medal podczas mistrzostw świata w Pekinie.
Ponad stukrotnie w swojej karierze skoczyła co najmniej 2,00 m.

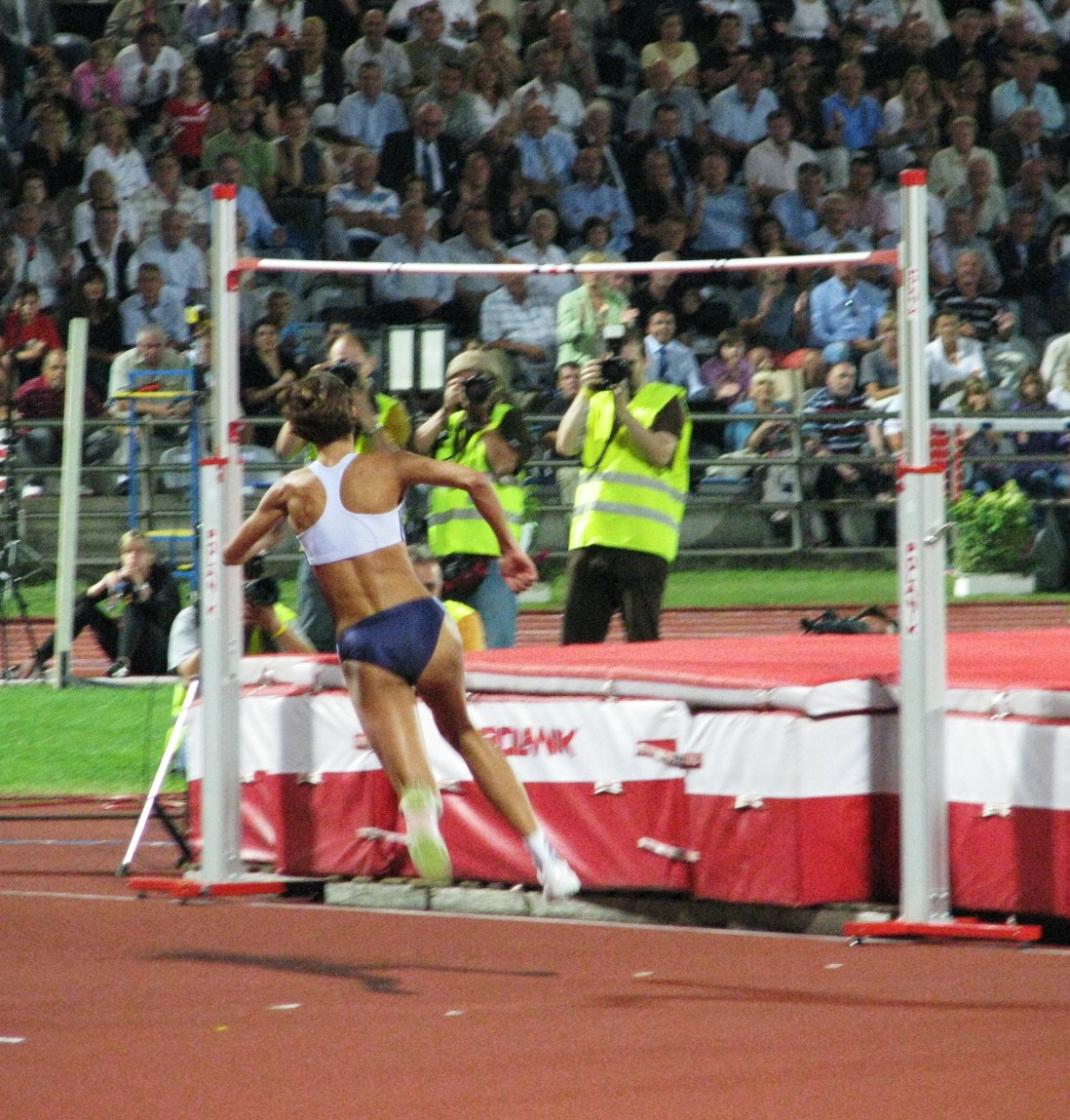
Blanka Vlašić ustanawia swój rekord życiowy (2,08) w trakcie mityngu w Zagrzebiu

| Liderka na światowych listach |        |           |
| 2007                          | 2,07 m | Sztokholm |
| 2008                          | 2,06 m | Stambuł   |
| 2008                          | 2,06 m | Madryt    |
| 2009                          | 2,08 m | Zagrzeb   |
| 2010                          | 2,05 m | Split     |

| Konkurencja     | Rekord (m) | Miejsce  | Data       | Uwagi                                                        |
| --------------- | ---------- | -------- | ---------- | ------------------------------------------------------------ |
| skok wzwyż      | 2,08       | Zagrzeb  | 31.08.2009 | 2. wynik wszech czasów, najlepszy wynik uzyskany w XXI wieku |
| skok wzwyż hala | 2,06       | Arnstadt | 06.02.2010 | 3. wynik wszech czasów                                       |

## Najlepsze wyniki w sezonie

### Stadion otwarty
| Rok  | Miejsce          | Wynik (m) |
| ---- | ---------------- | --------- |
| 1999 | Pula             | 1,80      |
| 2000 | Zagrzeb          | 1,93      |
| 2001 | Zagrzeb          | 1,95      |
| 2002 | Kingston         | 1,96      |
| 2003 | Zurych           | 2,01      |
| 2004 | Lublana          | 2,03      |
| 2005 | Zagrzeb          | 1,95      |
| 2006 | Somoskö          | 2,03      |
| 2007 | Sztokholm        | 2,07      |
| 2008 | Stambuł          | 2,06      |
| 2008 | Madryt           | 2,06      |
| 2009 | Zagrzeb          | 2,08      |
| 2010 | Split            | 2,05      |
| 2011 | Daegu            | 2,03      |
| 2012 | –                | DNS       |
| 2013 | Buhl (Górny Ren) | 2,00      |
| 2014 | Paryż            | 2,00      |
| 2015 | Pekin            | 2,01      |

### Hala
| Rok  | Miejsce          | Wynik (m) |
| ---- | ---------------- | --------- |
| 2001 | Arnstadt         | 1,90      |
| 2002 | Eaubonne         | 1,92      |
| 2003 | Wiedeń           | 1,92      |
| 2004 | Linz             | 1,98      |
| 2005 | Karlsruhe        | 1,99      |
| 2006 | Bańska Bystrzyca | 2,05      |
| 2007 | Bukareszt        | 2,01      |
| 2008 | Weinheim         | 2,05      |
| 2009 | Karlsruhe        | 2,05      |
| 2010 | Arnstadt         | 2,06      |
| 2011 | –                | DNS       |
| 2012 | –                | DNS       |
| 2013 | –                | DNS       |
| 2014 | Praga            | 2,00      |

## Udział w ważniejszych zawodach
| Nazwa zawodów                           | Miejsce          | Data | Konkurencja | Wynik (m) | Miejsce         |
| --------------------------------------- | ---------------- | ---- | ----------- | --------- | --------------- |
| Mistrzostwa świata juniorów młodszych   | Bydgoszcz        | 1999 | skok wzwyż  | 1,75      | 8. miejsce      |
| Igrzyska olimpijskie                    | Sydney           | 2000 | skok wzwyż  | 1,92      | 8. miejsce (q)  |
| Mistrzostwa świata juniorów             | Santiago         | 2000 | skok wzwyż  | 1,91      | 1. miejsce      |
| Mistrzostwa świata                      | Edmonton         | 2001 | skok wzwyż  | 1,94      | 6. miejsce      |
| Halowe mistrzostwa Europy               | Wiedeń           | 2002 | skok wzwyż  | 1,92      | 10. miejsce (q) |
| Mistrzostwa świata juniorów             | Kingston         | 2002 | skok wzwyż  | 1,96      | 1. miejsce      |
| Mistrzostwa Europy                      | Monachium        | 2002 | skok wzwyż  | 1,89      | 5. miejsce      |
| Halowe mistrzostwa świata               | Birmingham       | 2003 | skok wzwyż  | 1,96      | 4. miejsce      |
| Młodzieżowe mistrzostwa Europy          | Bydgoszcz        | 2003 | skok wzwyż  | 1,98      | 1. miejsce      |
| Mistrzostwa świata                      | Paryż            | 2003 | skok wzwyż  | 1,95      | 7. miejsce      |
| Światowy Finał IAAF                     | Monako           | 2003 | skok wzwyż  | 1,96      | 4. miejsce      |
| Halowe mistrzostwa świata               | Budapeszt        | 2004 | skok wzwyż  | 1,97      | 3. miejsce      |
| Igrzyska olimpijskie                    | Ateny            | 2004 | skok wzwyż  | 1,89      | 11. miejsce     |
| Mistrzostwa świata                      | Helsinki         | 2005 | skok wzwyż  | 1,88      | 10. miejsce (q) |
| Halowe mistrzostwa świata               | Moskwa           | 2006 | skok wzwyż  | 2,00      | 2. miejsce      |
| II liga Pucharu Europy                  | Bańska Bystrzyca | 2006 | skok wzwyż  | 1,97      | 1. miejsce      |
| Mistrzostwa Europy                      | Göteborg         | 2006 | skok wzwyż  | 2,01      | 4. miejsce      |
| Światowy Finał IAAF                     | Stuttgart        | 2006 | skok wzwyż  | 1,90      | 6. miejsce      |
| Halowe mistrzostwa Europy               | Birmingham       | 2007 | skok wzwyż  | 1,92      | 4. miejsce      |
| Mistrzostwa świata                      | Osaka            | 2007 | skok wzwyż  | 2,05      | 1. miejsce      |
| Światowy Finał IAAF                     | Stuttgart        | 2007 | skok wzwyż  | 2,00      | 1. miejsce      |
| Halowe mistrzostwa świata               | Walencja         | 2008 | skok wzwyż  | 2,03      | 1. miejsce      |
| Igrzyska olimpijskie                    | Pekin            | 2008 | skok wzwyż  | 2,05      | 2. miejsce      |
| Światowy Finał IAAF                     | Stuttgart        | 2008 | skok wzwyż  | 2,01      | 1. miejsce      |
| Halowe mistrzostwa Europy               | Turyn            | 2009 | skok wzwyż  | 1,92      | 5. miejsce      |
| Mistrzostwa świata                      | Berlin           | 2009 | skok wzwyż  | 2,04      | 1. miejsce      |
| Światowy Finał IAAF                     | Saloniki         | 2009 | skok wzwyż  | 2,04      | 1. miejsce      |
| Halowe mistrzostwa świata               | Doha             | 2010 | skok wzwyż  | 2,00      | 1. miejsce      |
| II liga drużynowych mistrzostw Europy   | Belgrad          | 2010 | skok wzwyż  | 1,94      | 1. miejsce      |
| Mistrzostwa Europy w Lekkoatletyce 2010 | Barcelona        | 2010 | skok wzwyż  | 2,03      | 1. miejsce      |
| Mistrzostwa świata                      | Daegu            | 2011 | skok wzwyż  | 2,03      | 2. miejsce      |
| Halowe mistrzostwa świata               | Sopot            | 2014 | skok wzwyż  | 1,94      | 6. miejsce      |
| Mistrzostwa świata                      | Pekin            | 2015 | skok wzwyż  | 2,01      | 2. miejsce      |
| Igrzyska olimpijskie                    | Rio de Janeiro   | 2016 | skok wzwyż  | 1,97      | 3. miejsce      |

q- kwalifikacje

### Złota Liga

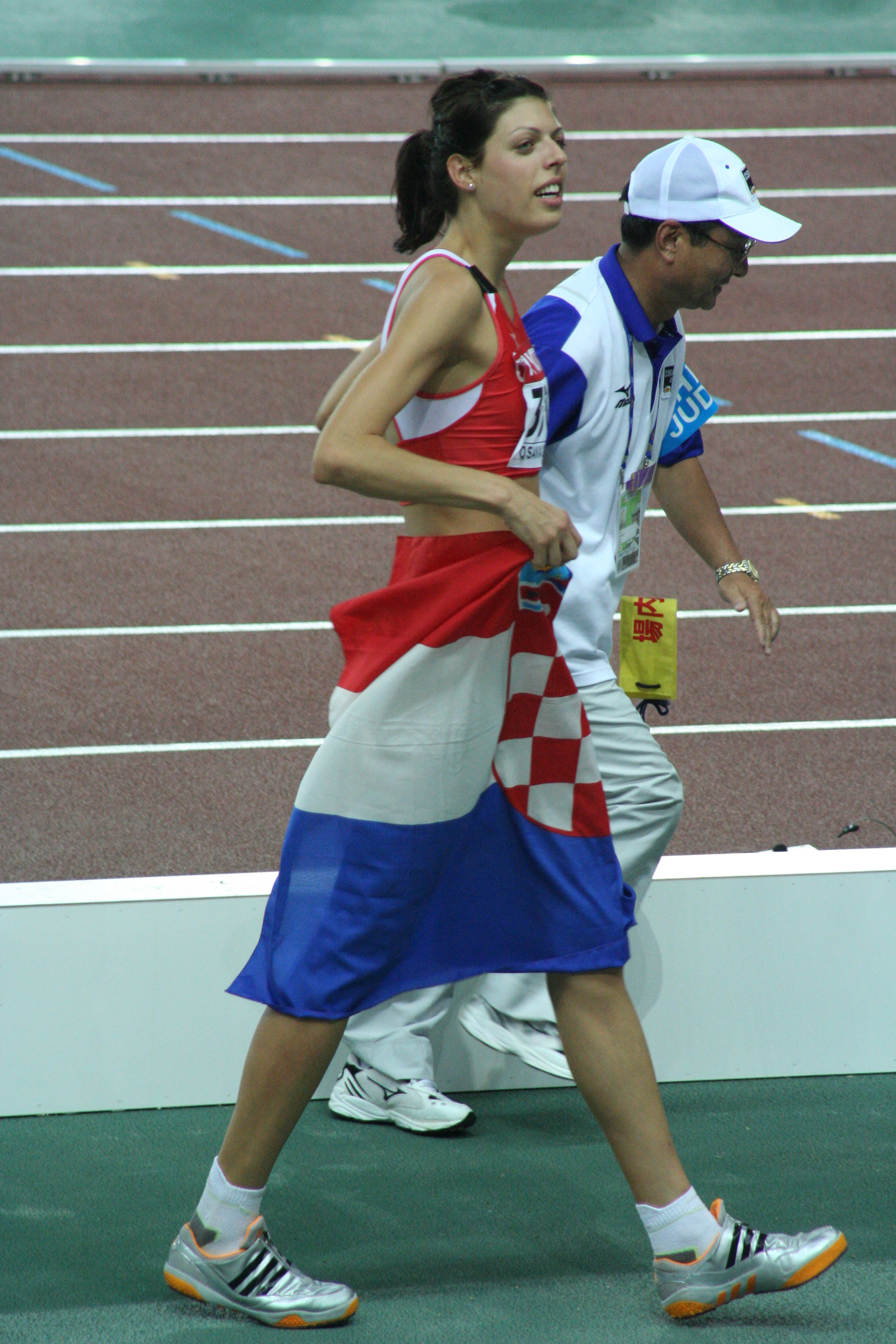
Blanka Vlašić w czasie mistrzostw świata w Osace w 2007

#### Złota Liga2001
| Miejsce  | Data       | Konkurencja | Wynik (m) | Miejsce     |
| -------- | ---------- | ----------- | --------- | ----------- |
| Rzym     | 29.06.2001 | skok wzwyż  | –         | DNS         |
| Paryż    | 6.07.2001  | skok wzwyż  | –         | DNS         |
| Oslo     | 13.07.2001 | skok wzwyż  | 1,85      | 10. miejsce |
| Monako   | 20.07.2001 | skok wzwyż  | –         | DNS         |
| Zurych   | 17.08.2001 | skok wzwyż  | 1,91      | 7. miejsce  |
| Bruksela | 24.08.2001 | skok wzwyż  | 1,91      | 6. miejsce  |
| Berlin   | 31.08.2001 | skok wzwyż  | 1,90      | 4. miejsce  |

DNS – nie startowała

#### Złota Liga2002
| Miejsce  | Data       | Konkurencja | Wynik (m) | Miejsce    |
| -------- | ---------- | ----------- | --------- | ---------- |
| Paryż    | 5.07.2002  | skok wzwyż  | 1,93      | 4. miejsce |
| Bruksela | 30.08.2002 | skok wzwyż  | 1,91      | 8. miejsce |

#### Złota Liga2003
| Miejsce  | Data       | Konkurencja | Wynik (m) | Miejsce    |
| -------- | ---------- | ----------- | --------- | ---------- |
| Oslo     | 27.06.2003 | skok wzwyż  | –         | DNS        |
| Paryż    | 4.07.2003  | skok wzwyż  | 1,99      | 1. miejsce |
| Rzym     | 11.07.2003 | skok wzwyż  | –         | DNS        |
| Berlin   | 10.08.2003 | skok wzwyż  | 1,96      | 5. miejsce |
| Zurych   | 15.08.2003 | skok wzwyż  | 2,01      | 3. miejsce |
| Bruksela | 5.09.2003  | skok wzwyż  | 1,95      | 7. miejsce |

DNS – nie startowała

#### Złota Liga2004
| Miejsce  | Data       | Konkurencja | Wynik (m) | Miejsce    |
| -------- | ---------- | ----------- | --------- | ---------- |
| Bergen   | 11.06.2004 | skok wzwyż  | 1,96      | 3. miejsce |
| Rzym     | 2.07.2004  | skok wzwyż  | –         | DNS        |
| Paryż    | 23.07.2004 | skok wzwyż  | 1,99      | 3. miejsce |
| Zurych   | 6.08.2004  | skok wzwyż  | 2,00      | 2. miejsce |
| Bruksela | 3.09.2004  | skok wzwyż  | –         | DNS        |
| Berlin   | 12.09.2004 | skok wzwyż  | –         | DNS        |

DNS – nie startowała

#### Złota Liga2006
| Miejsce  | Data       | Konkurencja | Wynik (m) | Miejsce    |
| -------- | ---------- | ----------- | --------- | ---------- |
| Oslo     | 2.06.2006  | skok wzwyż  | 1,98      | 1. miejsce |
| Paryż    | 8.07.2006  | skok wzwyż  | 2,00      | 4. miejsce |
| Rzym     | 14.07.2006 | skok wzwyż  | 2,00      | 1. miejsce |
| Zurych   | 18.08.2006 | skok wzwyż  | 1,97      | 3. miejsce |
| Bruksela | 25.08.2006 | skok wzwyż  | –         | DNS        |
| Berlin   | 3.09.2006  | skok wzwyż  | –         | DNS        |

DNS – nie startowała

#### Złota Liga2007
| Miejsce  | Data       | Konkurencja | Wynik (m) | Miejsce    |
| -------- | ---------- | ----------- | --------- | ---------- |
| Oslo     | 15.06.2007 | skok wzwyż  | 1,98      | 2. miejsce |
| Paryż    | 6.07.2007  | skok wzwyż  | 2,02      | 1. miejsce |
| Rzym     | 13.07.2007 | skok wzwyż  | 2,02      | 1. miejsce |
| Zurych   | 7.09.2007  | skok wzwyż  | 2,04      | 1. miejsce |
| Bruksela | 14.09.2007 | skok wzwyż  | 2,03      | 1. miejsce |
| Berlin   | 16.09.2007 | skok wzwyż  | 2,00      | 1. miejsce |

#### Złota Liga2008
| Miejsce  | Data       | Konkurencja | Wynik (m) | Miejsce    |
| -------- | ---------- | ----------- | --------- | ---------- |
| Berlin   | 1.06.2008  | skok wzwyż  | 2,03      | 1. miejsce |
| Oslo     | 6.06.2008  | skok wzwyż  | 2,04      | 1. miejsce |
| Rzym     | 11.07.2008 | skok wzwyż  | 2,00      | 1. miejsce |
| Paryż    | 16.07.2008 | skok wzwyż  | 2,01      | 1. miejsce |
| Zurych   | 29.08.2008 | skok wzwyż  | 2,01      | 1. miejsce |
| Bruksela | 5.09.2008  | skok wzwyż  | 2,00      | 2. miejsce |

#### Złota Liga2009
| Miejsce  | Data       | Konkurencja | Wynik (m) | Miejsce    |
| -------- | ---------- | ----------- | --------- | ---------- |
| Berlin   | 14.06.2009 | skok wzwyż  | 2,03      | 2. miejsce |
| Oslo     | 3.07.2009  | skok wzwyż  | 2,00      | 1. miejsce |
| Rzym     | 10.07.2009 | skok wzwyż  | 1,97      | 2. miejsce |
| Paryż    | 17.07.2009 | skok wzwyż  | 1,99      | 1. miejsce |
| Zurych   | 28.08.2009 | skok wzwyż  | 2,01      | 1. miejsce |
| Bruksela | 4.09.2009  | skok wzwyż  | 2,00      | 1. miejsce |

### Diamentowa Liga
| Rok  | Konkurencja | Punkty | Miejsce    |
| ---- | ----------- | ------ | ---------- |
| 2010 | skok wzwyż  | 32     | 1. miejsce |
| 2011 | skok wzwyż  | 18     | 1. miejsce |
| 2012 | skok wzwyż  | –      | DNS        |
| 2013 | skok wzwyż  | bd.    | bd.        |
| 2014 | skok wzwyż  | 10     | 3. miejsce |

#### Diamentowa Liga 2010
| Miejsce   | Data       | Konkurencja | Wynik (m) | Miejsce    |
| --------- | ---------- | ----------- | --------- | ---------- |
| Ad-Dauha  | 14.05.2010 | skok wzwyż  | 1,98      | 1. miejsce |
| Oslo      | 4.06.2010  | skok wzwyż  | 2,01      | 1. miejsce |
| Rzym      | 10.06.2010 | skok wzwyż  | 2,03      | 1. miejsce |
| Paryż     | 16.07.2010 | skok wzwyż  | 2,02      | 1. miejsce |
| Sztokholm | 6.08.2010  | skok wzwyż  | 2,02      | 1. miejsce |
| Londyn    | 13.08.2010 | skok wzwyż  | 2,01      | 1. miejsce |
| Bruksela  | 27.08.2010 | skok wzwyż  | 2,00      | 1. miejsce |

#### Diamentowa Liga 2011
| Miejsce    | Data       | Konkurencja | Wynik (m) | Miejsce    |
| ---------- | ---------- | ----------- | --------- | ---------- |
| Szanghaj   | 15.05.2011 | skok wzwyż  | 1,94      | 1. miejsce |
| Rzym       | 26.05.2011 | skok wzwyż  | 1,95      | 1. miejsce |
| Nowy Jork  | 11.06.2011 | skok wzwyż  | 1,90      | 2. miejsce |
| Lozanna    | 30.06.2011 | skok wzwyż  | 1,90      | 6. miejsce |
| Birmingham | 10.07.2011 | skok wzwyż  | 1,99      | 1. miejsce |
| Monako     | 22.07.2011 | skok wzwyż  | 1,97      | 1. miejsce |

#### Diamentowa Liga 2013
| Miejsce   | Data       | Konkurencja | Wynik (m) | Miejsce    |
| --------- | ---------- | ----------- | --------- | ---------- |
| Rzym      | 6.06.2013  | skok wzwyż  | 1,95      | 3. miejsce |
| Oslo      | 13.06.2013 | skok wzwyż  | 1,85      | 5. miejsce |
| Nowy Jork | 25.06.2013 | skok wzwyż  | 1,94      | 1. miejsce |
| Paryż     | 6.07.2013  | skok wzwyż  | 1,98      | 3. miejsce |
| Monako    | 19.07.2013 | skok wzwyż  | 1,98      | 3. miejsce |
| Sztokholm | 22.08.2013 | skok wzwyż  | DNS       | –          |
| Bruksela  | 6.09.2013  | skok wzwyż  | DNS       | –          |

#### Diamentowa Liga 2014
| Miejsce   | Data       | Konkurencja | Wynik (m) | Miejsce    |
| --------- | ---------- | ----------- | --------- | ---------- |
| Szanghaj  | 18.05.2014 | skok wzwyż  | DNS       | –          |
| Eugene    | 31.05.2014 | skok wzwyż  | DNS       | –          |
| Oslo      | 11.06.2014 | skok wzwyż  | 1,98      | 2. miejsce |
| Paryż     | 5.07.2014  | skok wzwyż  | 2,00      | 1. miejsce |
| Londyn    | 12.07.2014 | skok wzwyż  | 1,96      | 1. miejsce |
| Sztokholm | 21.08.2014 | skok wzwyż  | DNS       | –          |
| Zurych    | 28.08.2014 | skok wzwyż  | 1,93      | 4. miejsce |

#### Diamentowa Liga 2015
| Miejsce    | Data       | Konkurencja | Wynik (m) | Miejsce    |
| ---------- | ---------- | ----------- | --------- | ---------- |
| Doha       | 15.05.2015 | skok wzwyż  | DNS       | –          |
| Rzym       | 4.06.2015  | skok wzwyż  | 1,97      | 2. miejsce |
| Birmingham | 7.06.2015  | skok wzwyż  | DNS       | –          |
| Nowy Jork  | 13.06.2015 | skok wzwyż  | 1.97      | 2. miejsce |
| Lozanna    | 9.07.2015  | skok wzwyż  | DNS       | –          |
| Monako     | 17.07.2015 | skok wzwyż  | DNS       | –          |
| Sztokholm  | 30.07.2015 | skok wzwyż  | DNS       | –          |

## Nagrody
- Najlepsza Lekkoatletka Europy – 2007
- IAAF World Athlete of the Year – 2010
- Track & Field Athlete of the Year – 2010
- Najlepsza Lekkoatletka Europy – 2010
- Chorwacka Sportsmenka Roku -  2004, 2007–2010
- Najlepszy Kobiecy Występ w Skoku Wzwyż -  2007–2010

## Odznaczenia
- Order Księcia Branimira (2016)[12]